# Arga de São João
Arga de São João is een plaats (freguesia) in de Portugese gemeente Caminha en telt 72 inwoners (2001).

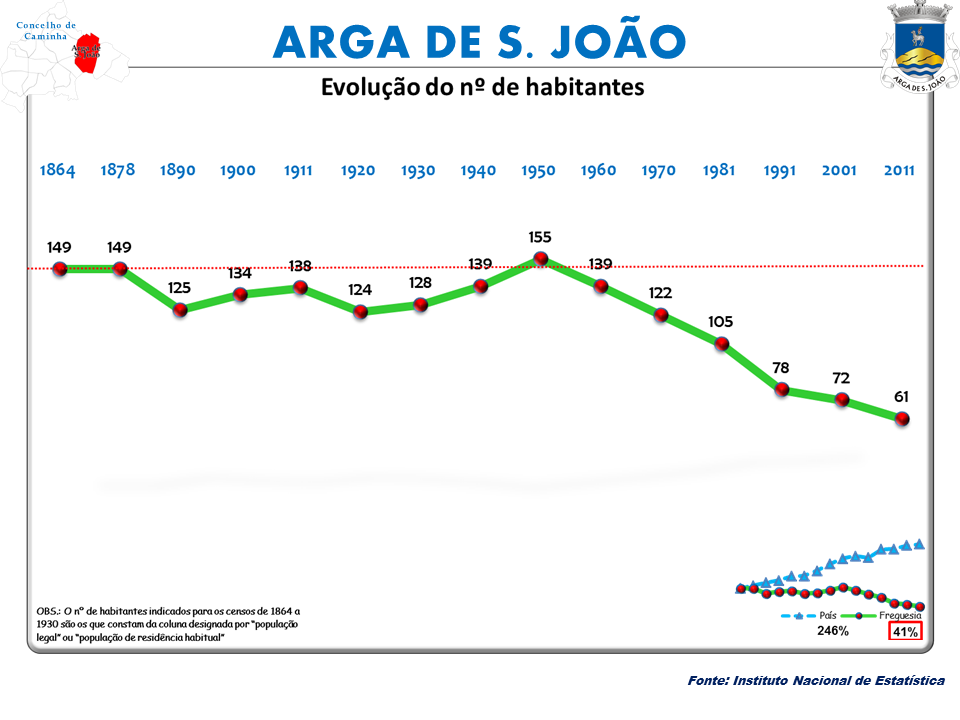
Bevolkingsontwikkeling tussen 1864 en 2011